# Dyomyx juno
Dyomyx juno är en fjärilsart som beskrevs av Heinrich Benno Möschler 1890. Dyomyx juno ingår i släktet Dyomyx och familjen nattflyn. Inga underarter finns listade i Catalogue of Life.